# Безмін

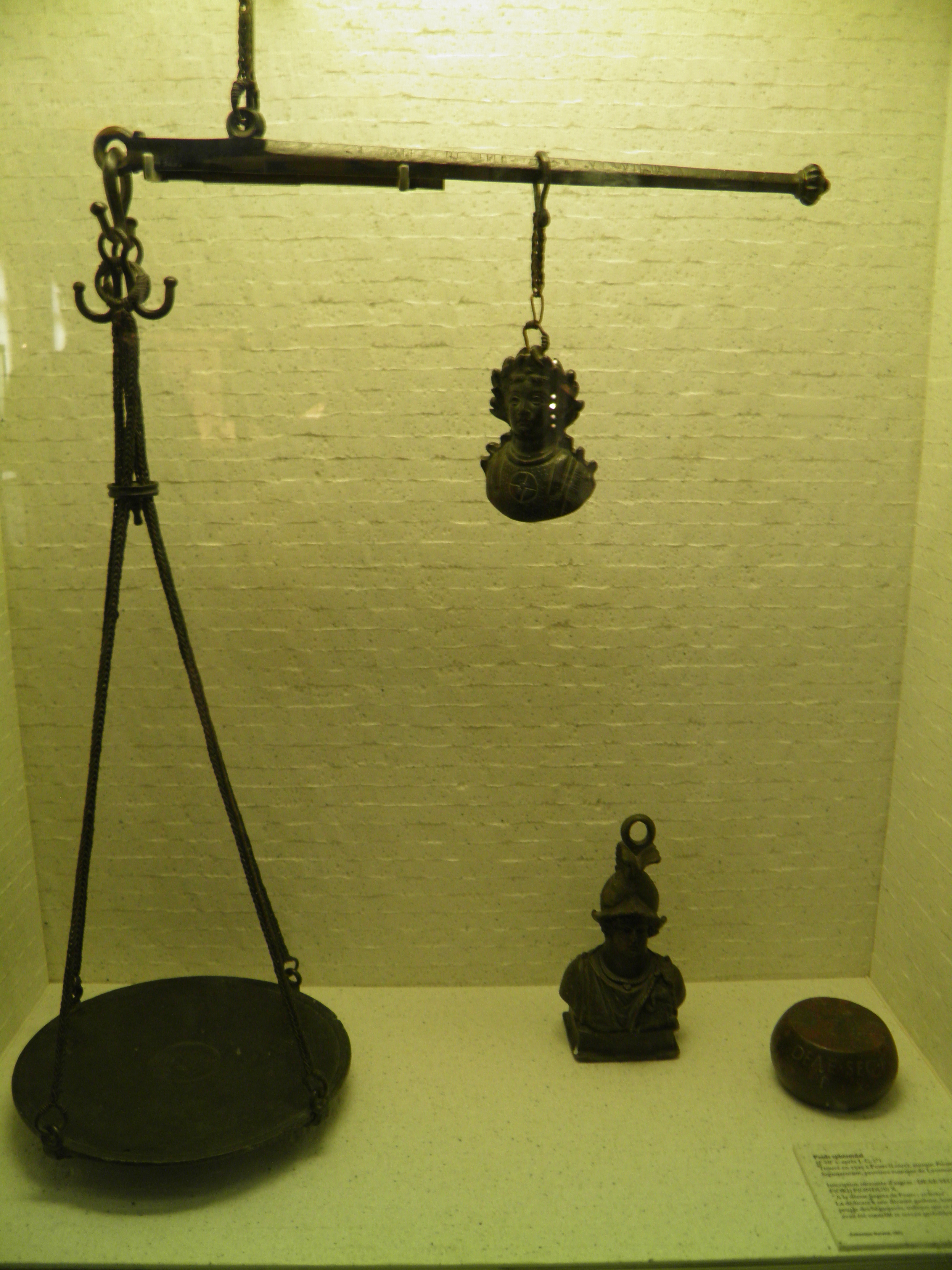
Безмін з експозиції Лувру

Бе́змін, рідше бе́змен (заст. бедзвін, бедзмін) — найпростіші важільні (іноді пружинні) терези, для зважування без допомоги гир. Інша назва — ка́нтар (переважно про пружинний безмін).

## Етимологія
Походження слова безмін неясне. Висувалися такі версії:
- Від тюркського батман[9];
- Від праслов'янського сполучення *bez měny («без зміни»);
- Від тур. vezne і далі від араб. وزن («ваги»); можливо зближення з *bez měny.

Малоймовірними є версії походження від чув. *viśmen («мірило»), пов'язаного з viś- («мірити»), або від фр. peson («пружинні ваги») через дав.-ісл. та дав.-швед. bismare.
Слово кантар походить від турецького kantar («одиниця ваги» «безмін»), похідного від араб. قنطار, кінтар. Подальша етимологія: грец. κεντηναριον < лат. centenarium («міра ваги у 100 фунтів», пор. «центнер»).

## Історія

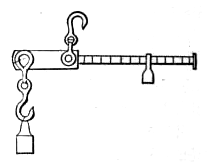
Безмін XIX століття.

Місце і час походження безміна невідомі, але засновані на цьому ж принципі прилади були здавна поширені в східних народів. Згідно з Томасом Г. Хондросом з Патрського університету, найпростіший важільний безмін уперше з'явився на Близькому Сході понад 5 000 років тому. Згідно ж з Марком Шифскі (Mark Schiefsky) з Гарвардського університету, безмін використовувався греками в V—IV століттях до н. е., навіть раніше, ніж Архімед сформулював закон важеля. Повідомлялося, що безміни були відомі і в доколумбовій Америці. Пізніше широко використовувався в Росії і скандинавських країнах.
За допомогою безміна можна досить точно (до ¼ чи ½ фунта) зважувати невеликі вантажі до 20 фунтів (бл. 8 кг), при більшій вазі похибка ставала значущою і могла сягати 1 фунта. Станом на початок XX століття в Російській імперії безмін використовувався лише у віддалених районах, на решті території витіснений звичайними вагами з гирями. У СРСР застосування безмінів, з огляду на недосконалість приладу і можливість зловживань, було заборонено.

## Важільний безмін

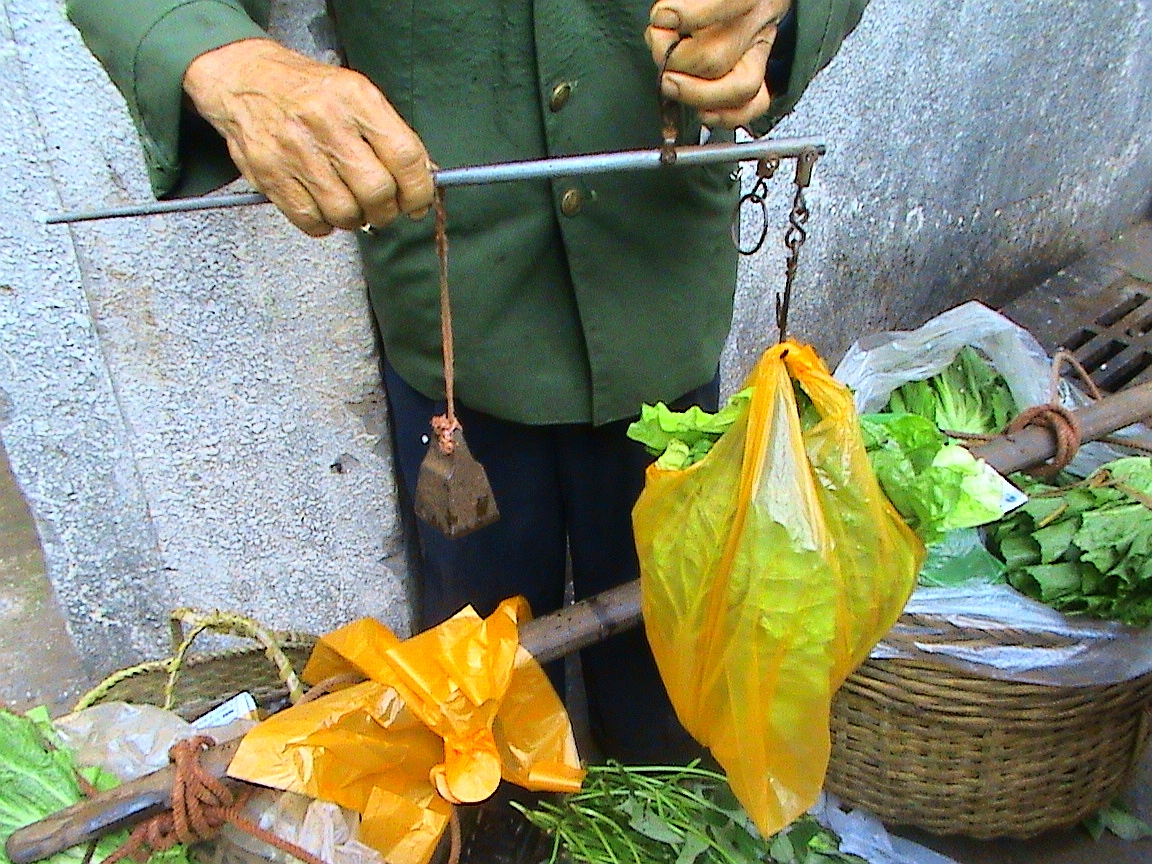
Використовування безміна в Китаї.

Принцип роботи важільного безміна ґрунтується на законі важеля — відношення плечей дорівнює оберненому відношенню сил (ваги тягарів): l1/ l2 = F2/F1.
Важільні безміни відомі у двох варіантах: «російському» та «римському». Виділяють також «курляндський» тип безміна.
- Російський безмін — металевий стрижень з постійним вантажем на одному кінці і гачком або чашкою для зважування предмета на іншому. Врівноважують безмен переміщенням уздовж стрижня другого гачка обойми або петлі, що слугує опорою стрижня безмена.
- Римський безмін — відрізняється від російського тим, що на ньому пересувається гиря, а положення точок опори і приросту ваги залишається постійним. Відлік ведеться по нанесеній на стрижень шкалі.
- Курляндський безмін — має подвійну рівномірну шкалу. Назва походить від місця масового виробництва, зокрема такі безміни переважно виготовляли в Курляндській та Ліфляндській губерніях.

## У геральдиці
Безмін зображено на гербі білоруського міста Шклов, на гербі комуни Ликселе в Швеції.

## Пружинний безмін

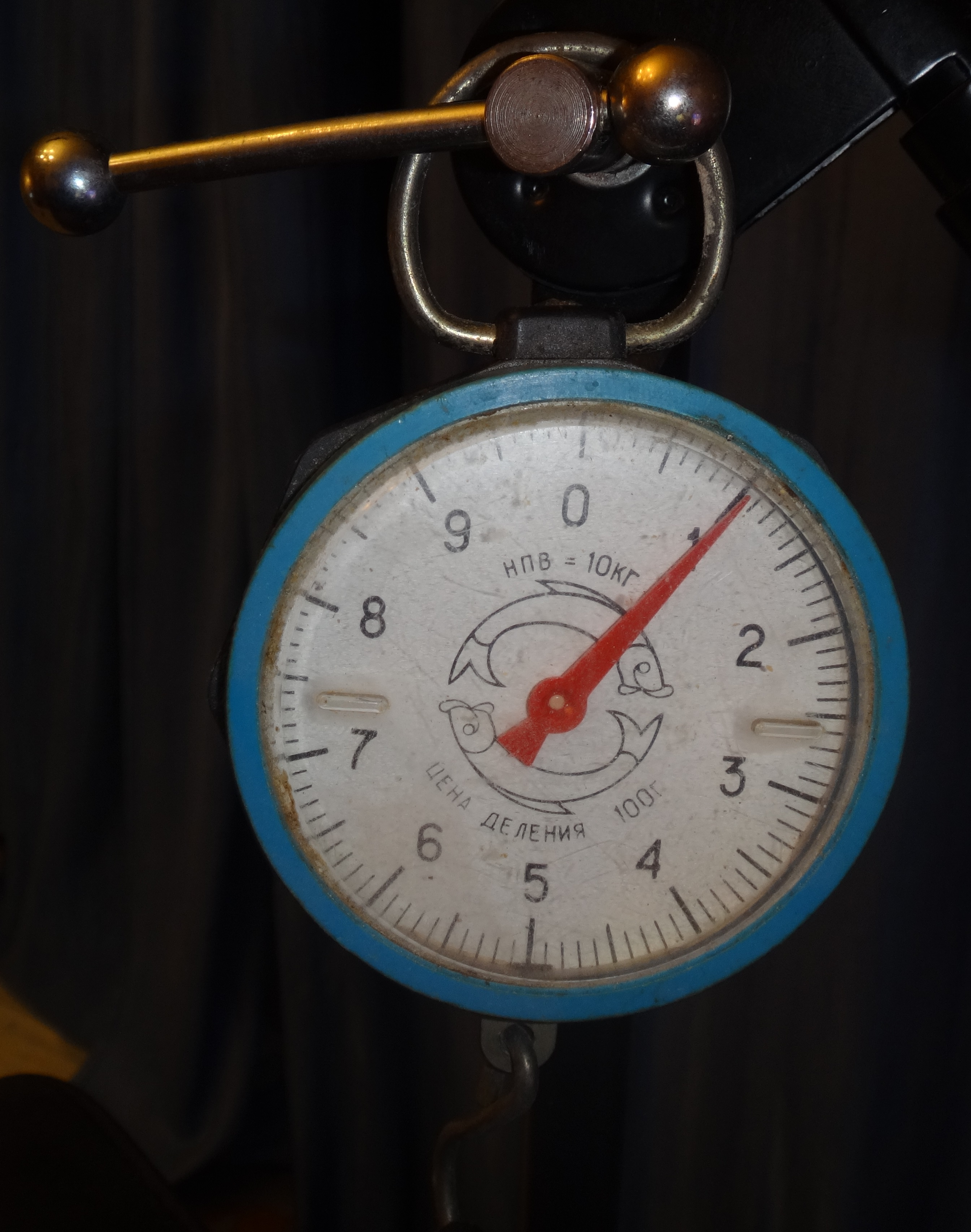
Пружинний безмін (кантар)

Принцип роботи пружинного безміна (кантара) заснований на законі Гука, який ще у 1660 році довів, що деформація, що виникає у пружному тілі, пропорційна прикладеній до цього тіла силі. Проте, це відкриття не було одразу використане на практиці. Лише наприкінці XVII століття Кристоф Вагель з Німеччини розробив першу модель таких безмінів. Ще пів століття пішло на те, щоб винайти безмін з залізним кільцем замість пружини.

## Інші значення
- Безмін — міра ваги в староруській системі мір до 1927 року: 1 безмін = 5 малих гривенок = 1/16 пуда = 1,022 кг.

## Прислів'я
- Безмін — не попова душа: не обдурить[3]